# فرانسوا آرنو (هنرپیشه)
فرانسوا آرنو (به فرانسوی: François Arnaud) (زادهٔ ۵ ژوئیهٔ ۱۹۸۵) بازیگر اهل کانادا است.
او در فیلم آسمان بزرگ بازی کرده است.